# FC Universitatea Oradea
Fotbal Club Universitatea Oradea este un club de fotbal din Oradea, județul Bihor, România, afiliat Universitatea din Oradea. Clubul activează în principal în competițiile județene, având o tradiție în formarea tinerilor jucători și promovarea valorilor academice în sport.

## Istoric
Clubul a fost fondat în două etape distincte:

### Etapa I (1967–1981)
A funcționat sub diverse denumiri, precum Știința, Știința Dacia și CSU Tricolorul.

### Etapa II (2011–prezent)
A fost reînființat sub numele actual, continuând tradiția fotbalistică universitară în Oradea.

## Identitate
- Nume complet: Fotbal Club Universitatea Oradea
- Oraș: Oradea, județul Bihor
- Stadion: Terenurile sportive ale Universității din Oradea
- Culori tradiționale: Alb și albastru

## Competiții și performanțe
FC Universitatea Oradea participă în Liga a IV-a Bihor, competiție organizată de Asociația Județeană de Fotbal Bihor.
- Sezonul 2018–2019: Locul 9 în Liga a IV-a Bihor, cu 33 de puncte.
- Sezonul 2019–2020: Locul 7, sezonul a fost întrerupt din cauza pandemiei.

## Lotul actual
- Portari: Alexandru Cherman, Dragoș Săvescu, Tudor Caciora, Alex Meneși
- Fundași: Mark Bóné, Darius Pop, Dan Jurcă, Bogdan Sebeșan, Tudor Cioflan, Mihai Szulczer, Codruț Bulz, Ovidiu Boneta, Darius Constandache, Viorel Mîndruț, Luca Covaci
- Mijlocași: Denis Hajdu, Darius Sfârlea, Denis Dardai, Cătălin Boiciuc, Cosmin Hreniuk, Rareș Grosoș, Cătălin Galea, Darius Ștef, Daniel Sasu
- Atacanți: Zoltan Csaszar, Denis Baior, Alexandru Ilieș, Mihai Șandra

## Conducere
- Antrenor principal: Codruț Bulz

## Legătura cu Universitatea
FC Universitatea Oradea este strâns legat de Universitatea din Oradea, oferind studenților oportunitatea de a combina studiile academice cu activitatea sportivă.